# 국제 조명 위원회

국제 조명 위원회(영어: International Commission on Illumination, 프랑스어: Commission internationale de l'éclairage)는 빛, 조명, 빛깔, 색 공간을 관장하는 국제 위원회이다. 1913년에 Commission Internationale de Photométrie의 뒤를 이어 설립되었으며 오늘날 빈에 위치해 있다. 프랑스어 명칭을 따라 CIE로 줄여 쓰기도 한다.

## 부서
CIE에는 7개의 활동 부서가 있다.
1. 시각과 빛깔 (Vision and Color)
2. 빛과 방사 측정 (Measurement of Light and Radiation)
3. 실내 환경과 빛 설계 (Interior Environment and Lighting Design)
4. 전달을 위한 조명과 신호 처리 (Lighting and Signalling for Transport)
5. 실외 조명과 응용 (Exterior Lighting and Other Applications)
6. 광생물학과 광화학 (Photobiology and Photochemistry)
7. 조명의 일반적인 관점 (General Aspects of Lighting) - 활동 안 함 왜안해?
8. 영상 기술 (Image Technology)

## 같이 보기
- 국제 컬러 협회
- 국제 색 위원회
- 국제 전기 표준 회의
- 국제 표준화 기구